# Државни универзитет Аризоне
Државни универзитет Аризоне (енгл. Arizona State University) је државни универзитет у Аризони. Основан је 12. марта 1885. године. Данас је универзитет с највећим бројем студената у Сједињеним Америчким Државама. На стотине бивших студената Државног универзитета Аризоне освојило је престижне међународне награде за научни рад.